# هریت (آرکانزاس)
هریت (به انگلیسی: Harriet) یک منطقهٔ مسکونی در ایالات متحده آمریکا است که در شهرستان سیرسی، آرکانزاس واقع شده‌است. هریت ۲۷۳٫۱ متر بالاتر از سطح دریا واقع شده‌است.